# Bucerotiformes
Bucérotiformes
Ordre
Les Bucerotiformes (les Bucérotiformes en français) sont un ordre d'oiseaux, apparu dans la classification de Sibley & Monroe et comprenant quatre familles autrefois classées dans l'ordre des Coraciiformes. Il est constitué de 74 espèces dans la classification de référence (version 3.4, 2013) du COI.

## Systématique

### Liste des taxons existants subordonnés
D'après la classification de référence (version 5.1, 2015) du Congrès ornithologique international (ordre phylogénique) :
- famille Upupidae (1 genre, 4 espèces) -- huppes
  - genre Upupa (4 espèces)
- famille Phoeniculidae (2 genres, 9 espèces)
  - genre Phoeniculus (6 espèces)
  - genre Rhinopomastus (3 espèces)
- famille Bucorvidae (1 genre, 2 espèces)
  - genre Bucorvus (2 espèces)
- famille Bucerotidae (15 genres, 59 espèces) -- calaos
  - genre Tockus (10 espèces)
  - genre Lophoceros (7 espèces)
  - genre Bycanistes (6 espèces)
  - genre Ceratogymna (2 espèces)
  - genre Horizocerus (2 espèces)
  - genre Berenicornis (1 espèce)
  - genre Buceros (3 espèces)
  - genre Rhinoplax (1 espèce)
  - genre Anthracoceros (5 espèces)
  - genre Ocyceros (3 espèces)
  - genre Anorrhinus (3 espèces)
  - genre Aceros (1 espèce)
  - genre Rhyticeros (6 espèces)
  - genre Rhabdotorrhinus (4 espèces)
  - genre Penelopides (5 espèces)

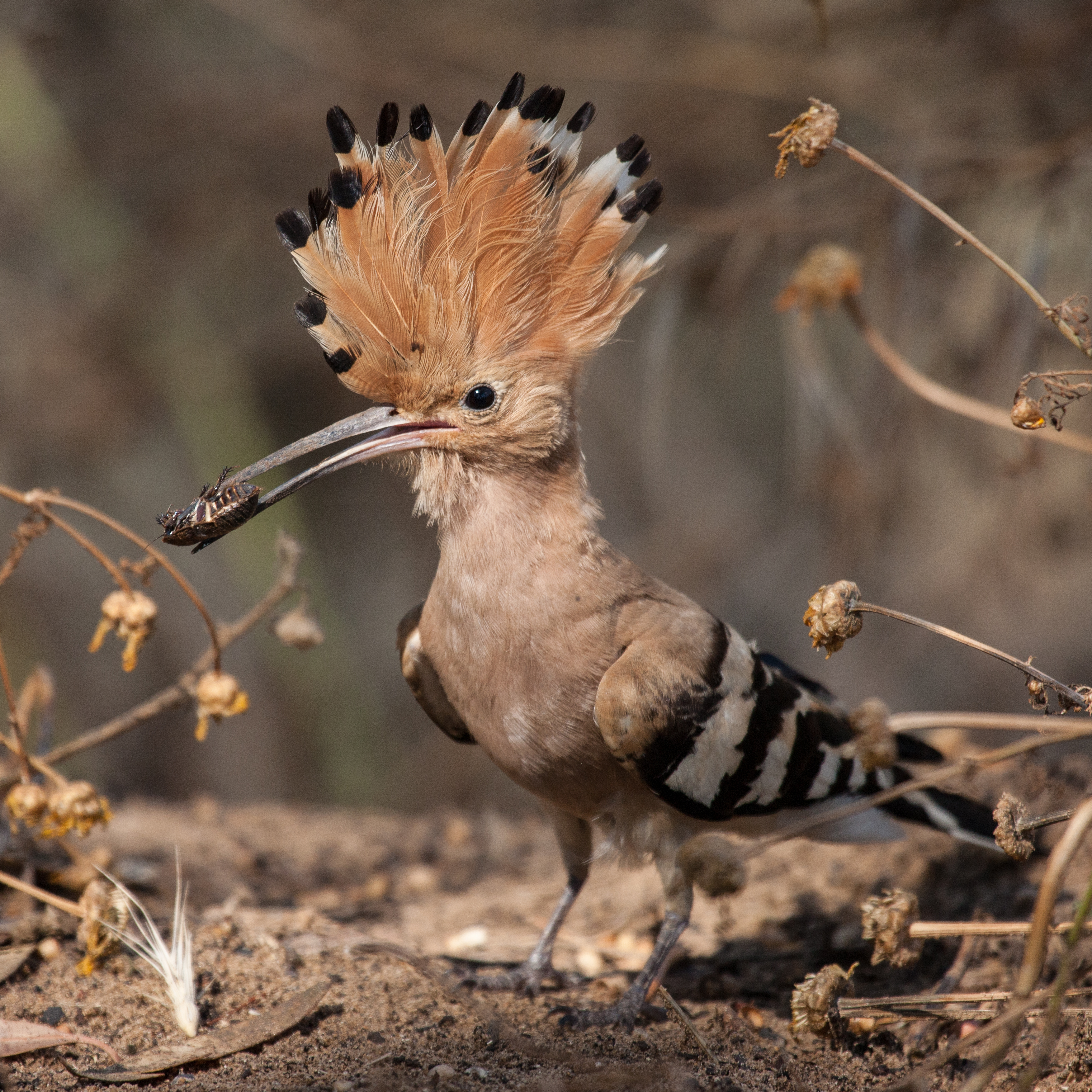
Upupa epops (Upupidae).
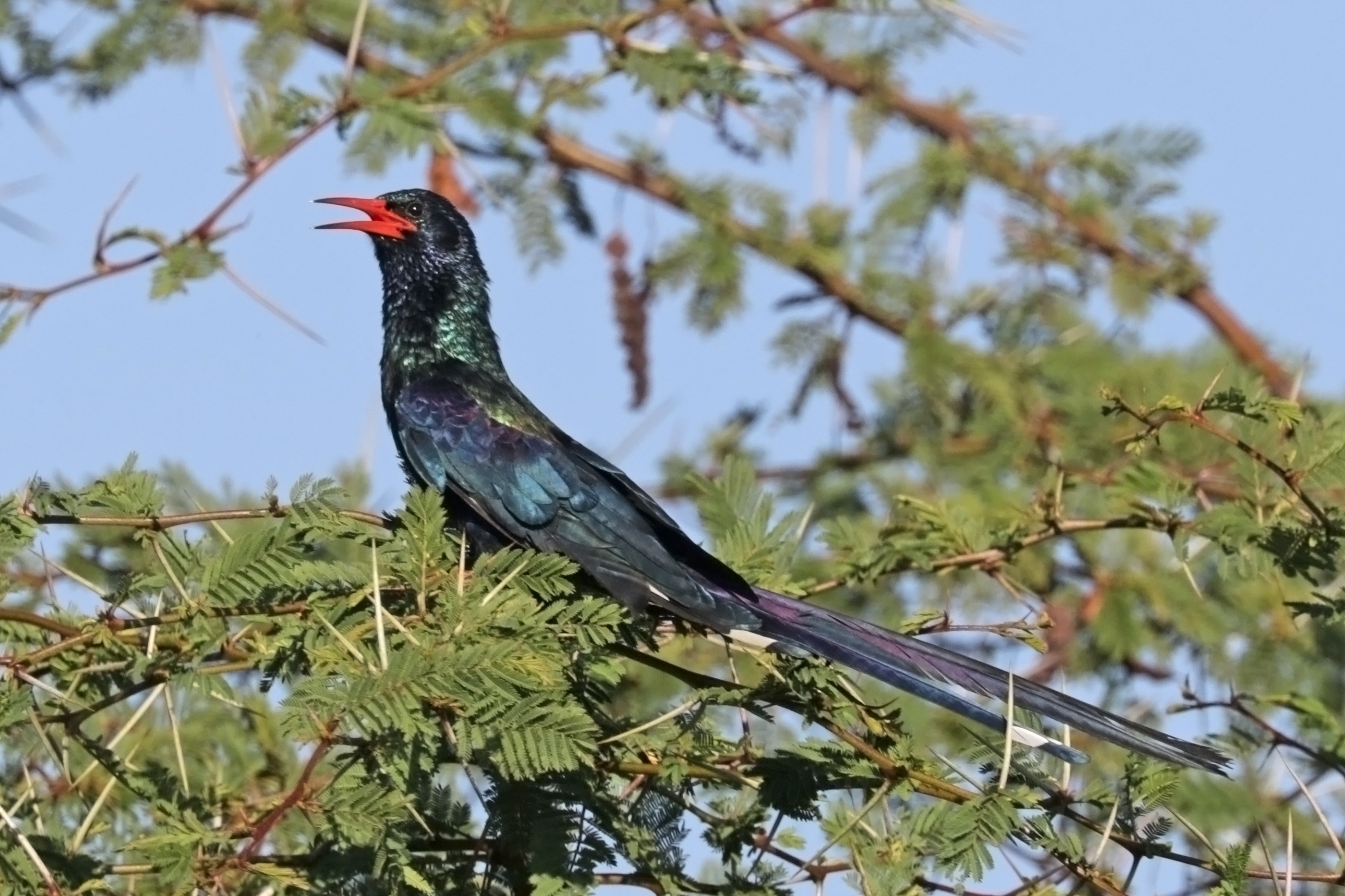
Phoeniculus purpureus angolensis (Phoeniculidae).
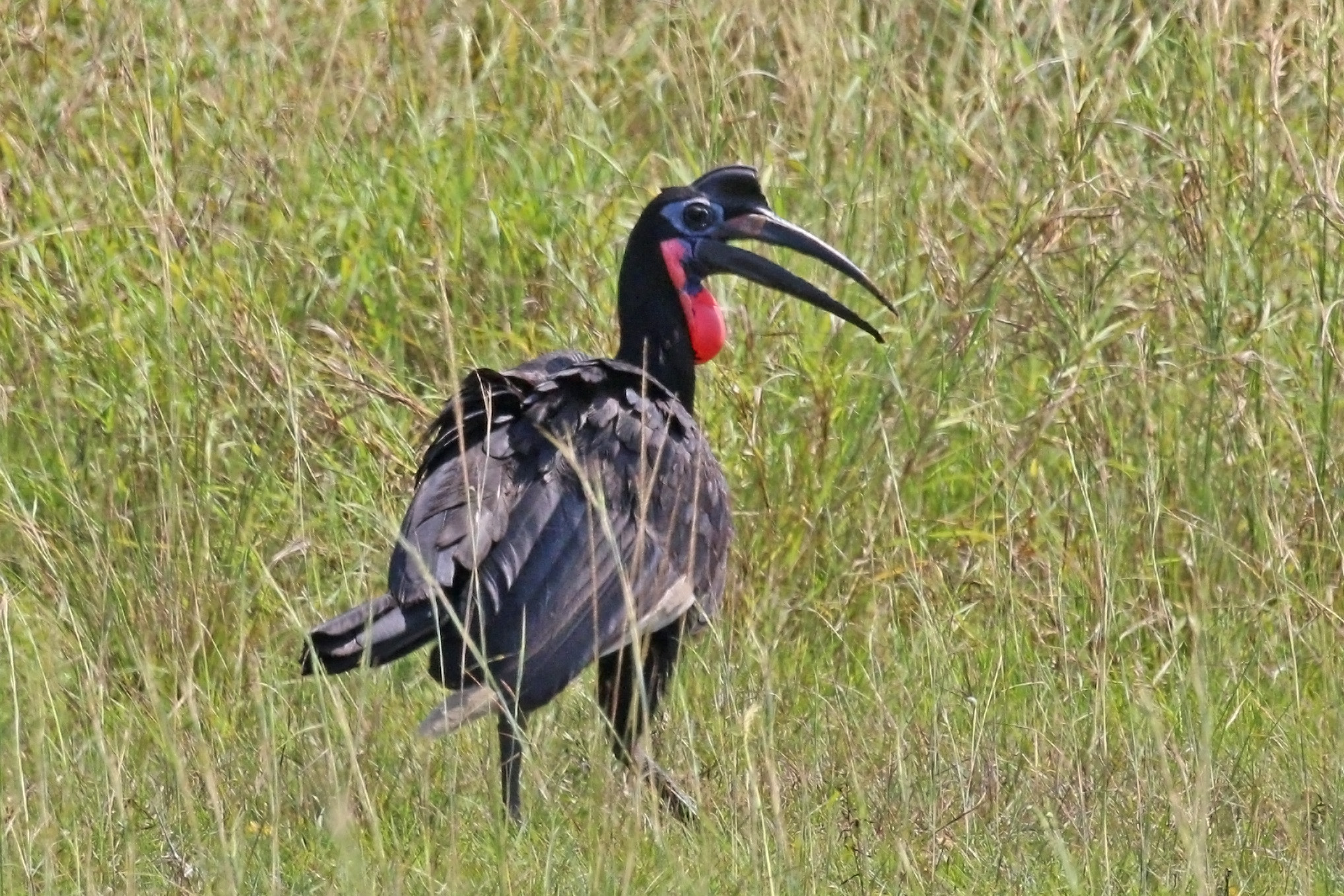
Bucorvus abyssinicus (Bucorvidae).
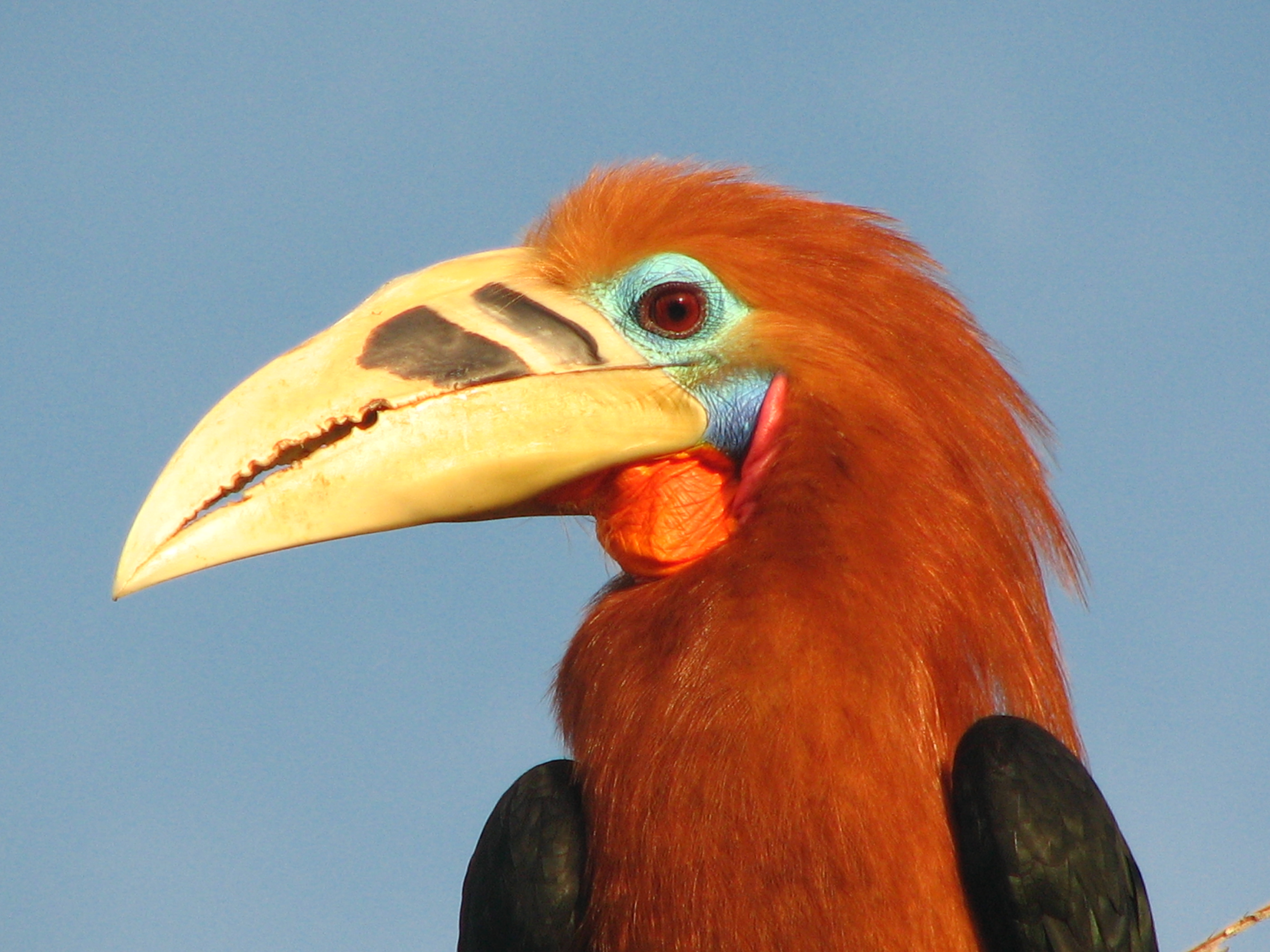
Aceros nipalensis (Bucerotidae).
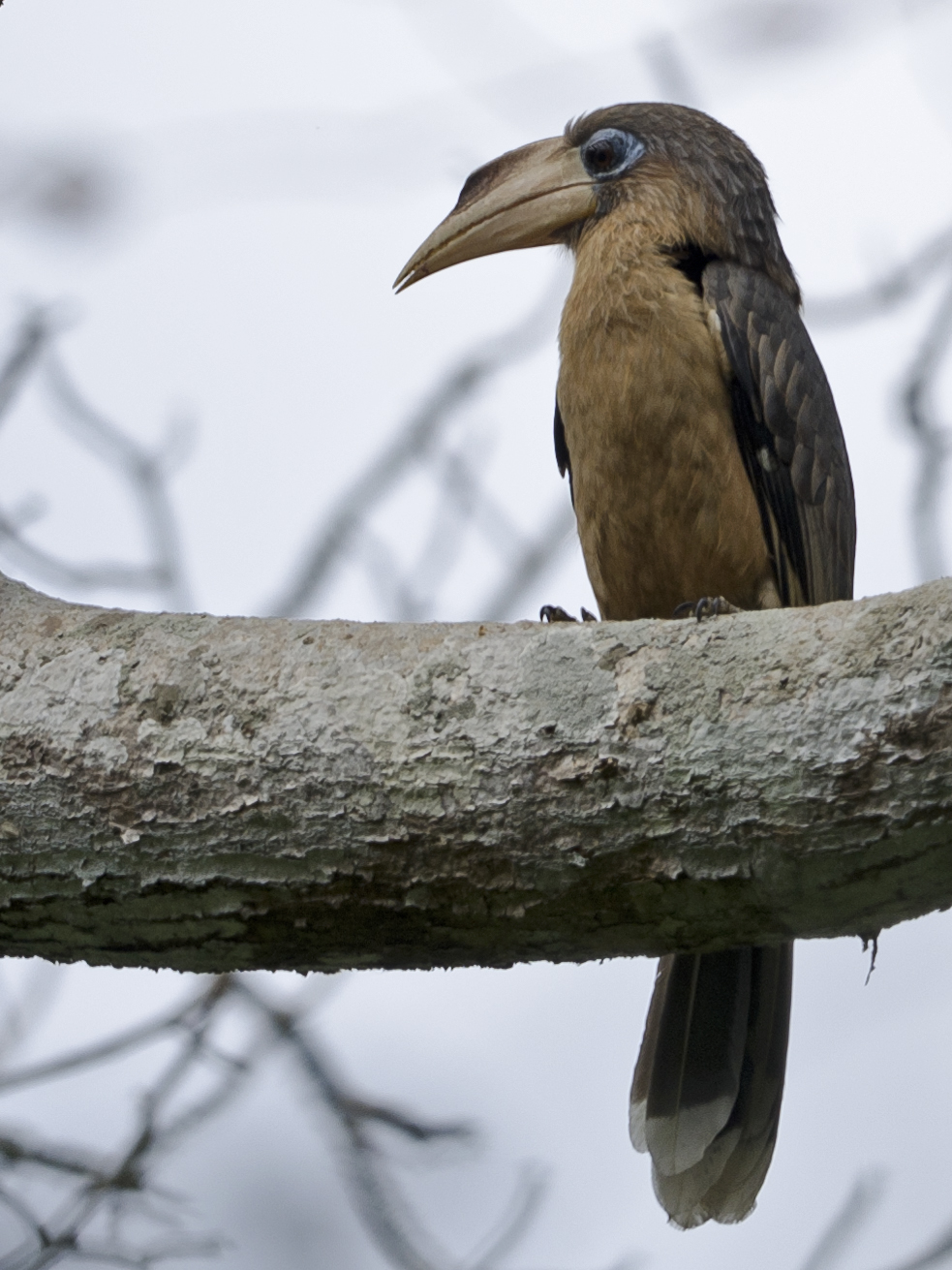
Anorrhinus tickelli (Bucerotidae).
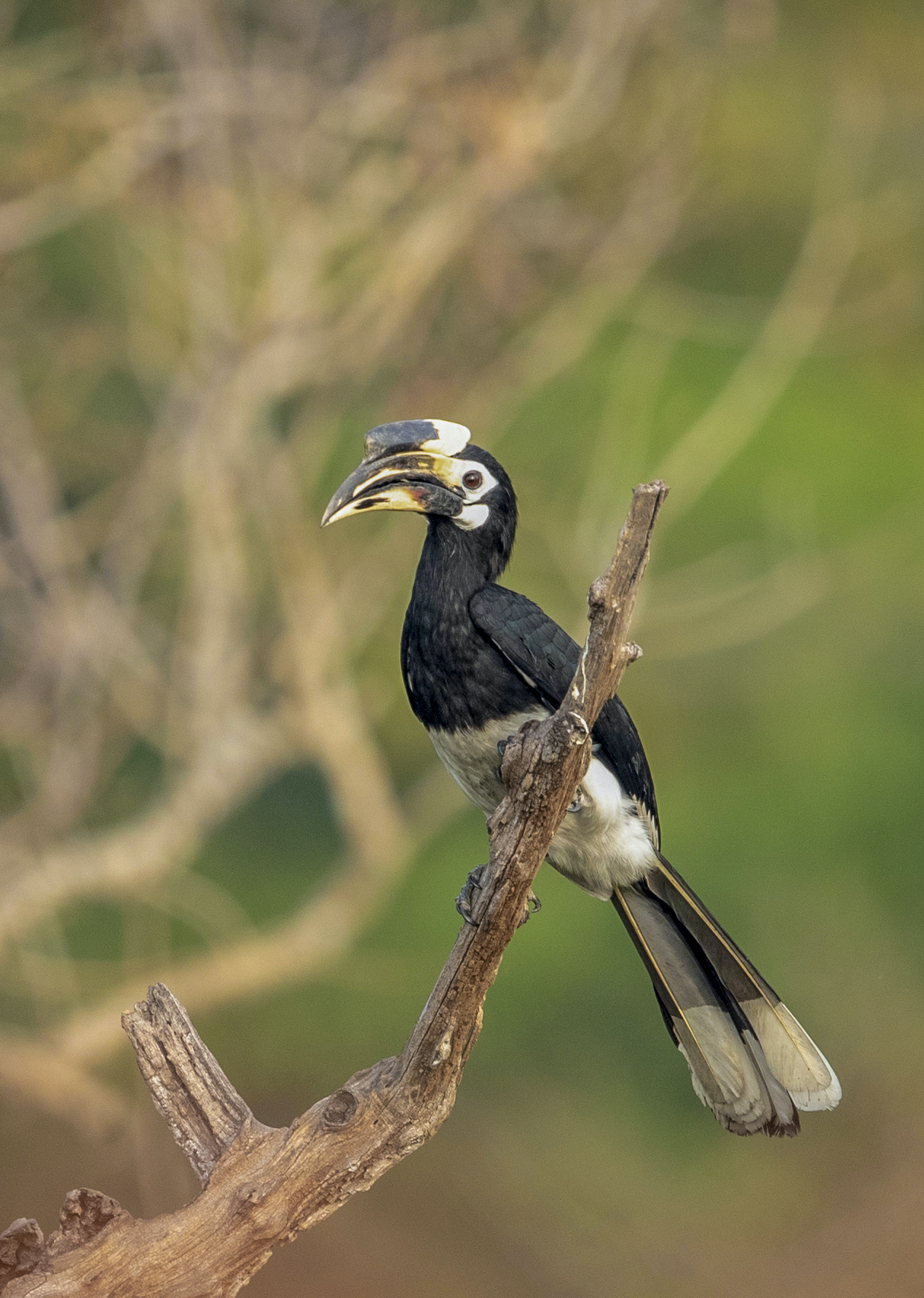
Anthracoceros marchei (Bucerotidae).
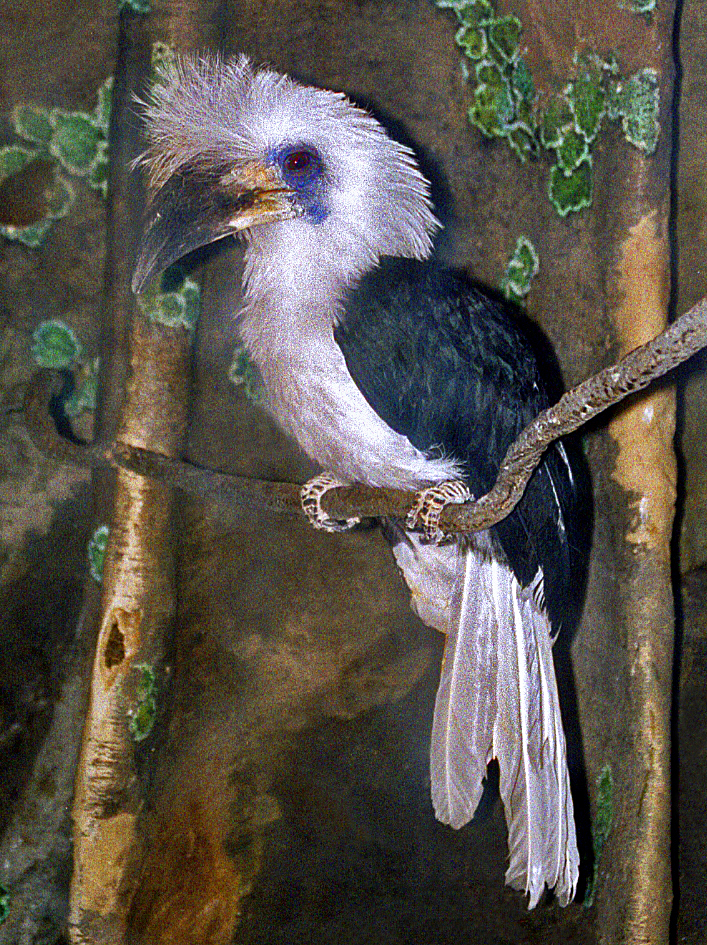
Berenicornis comatus (Bucerotidae).
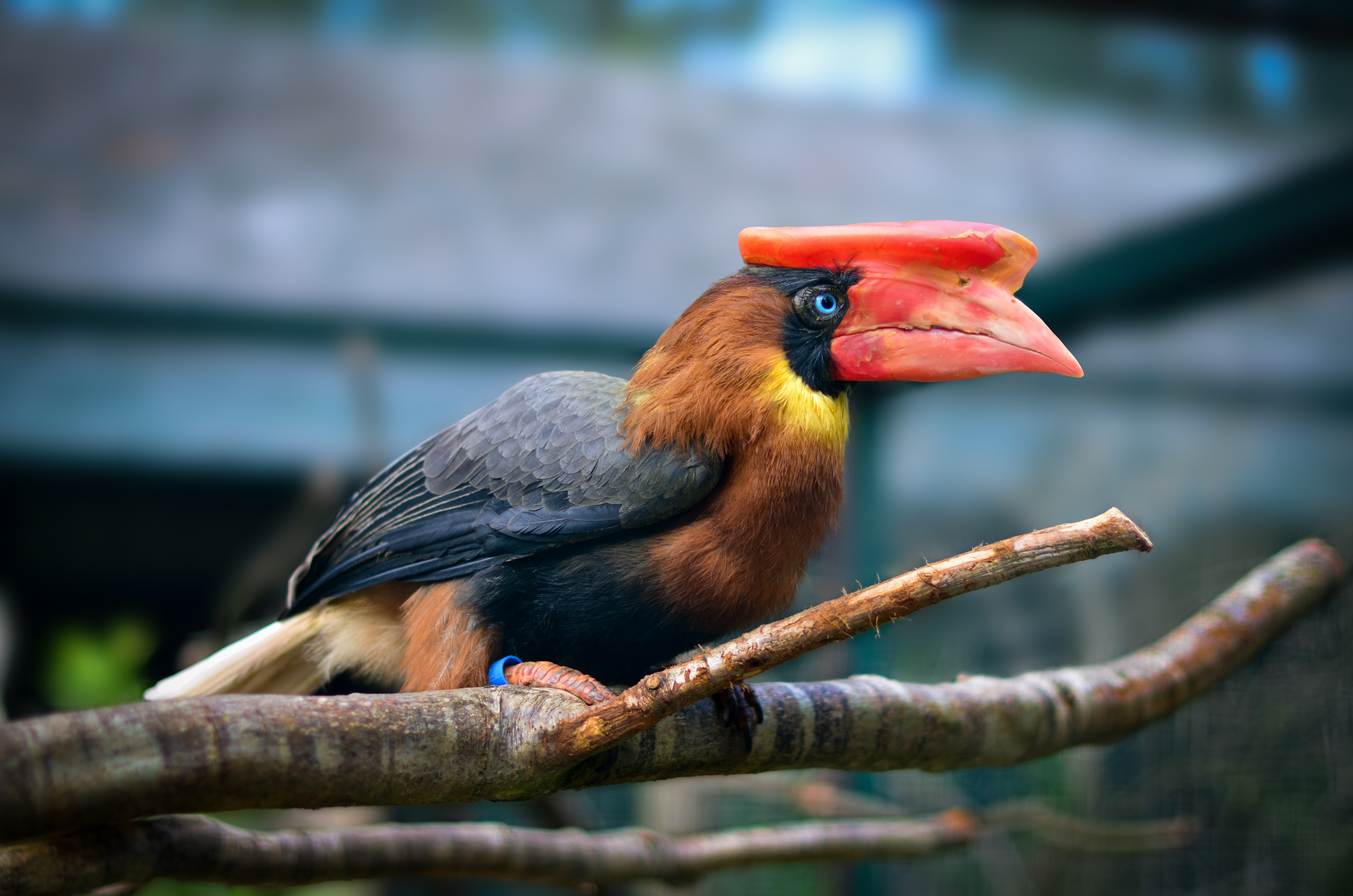
Buceros hydrocorax (Bucerotidae).
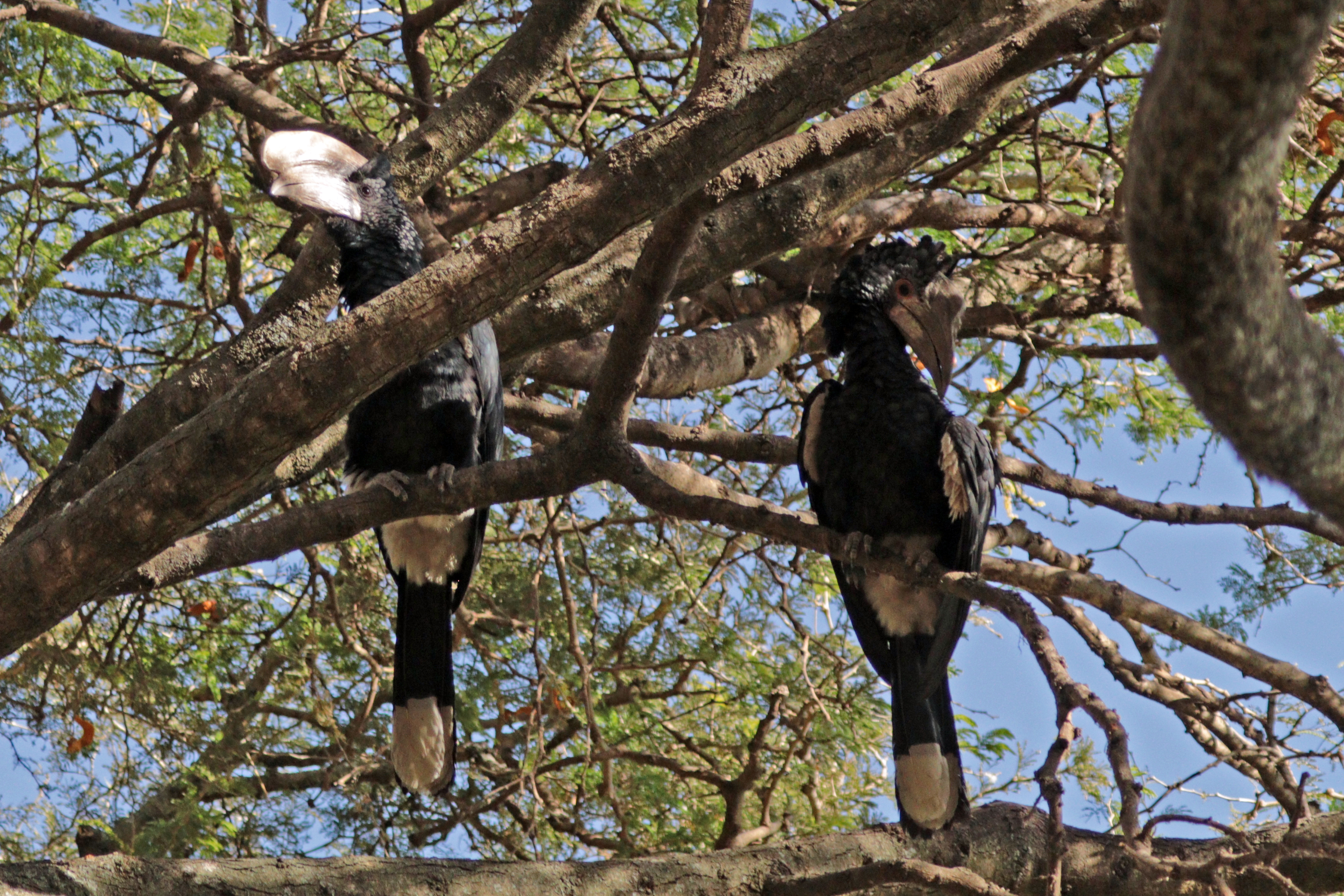
Bycanistes brevis (Bucerotidae).
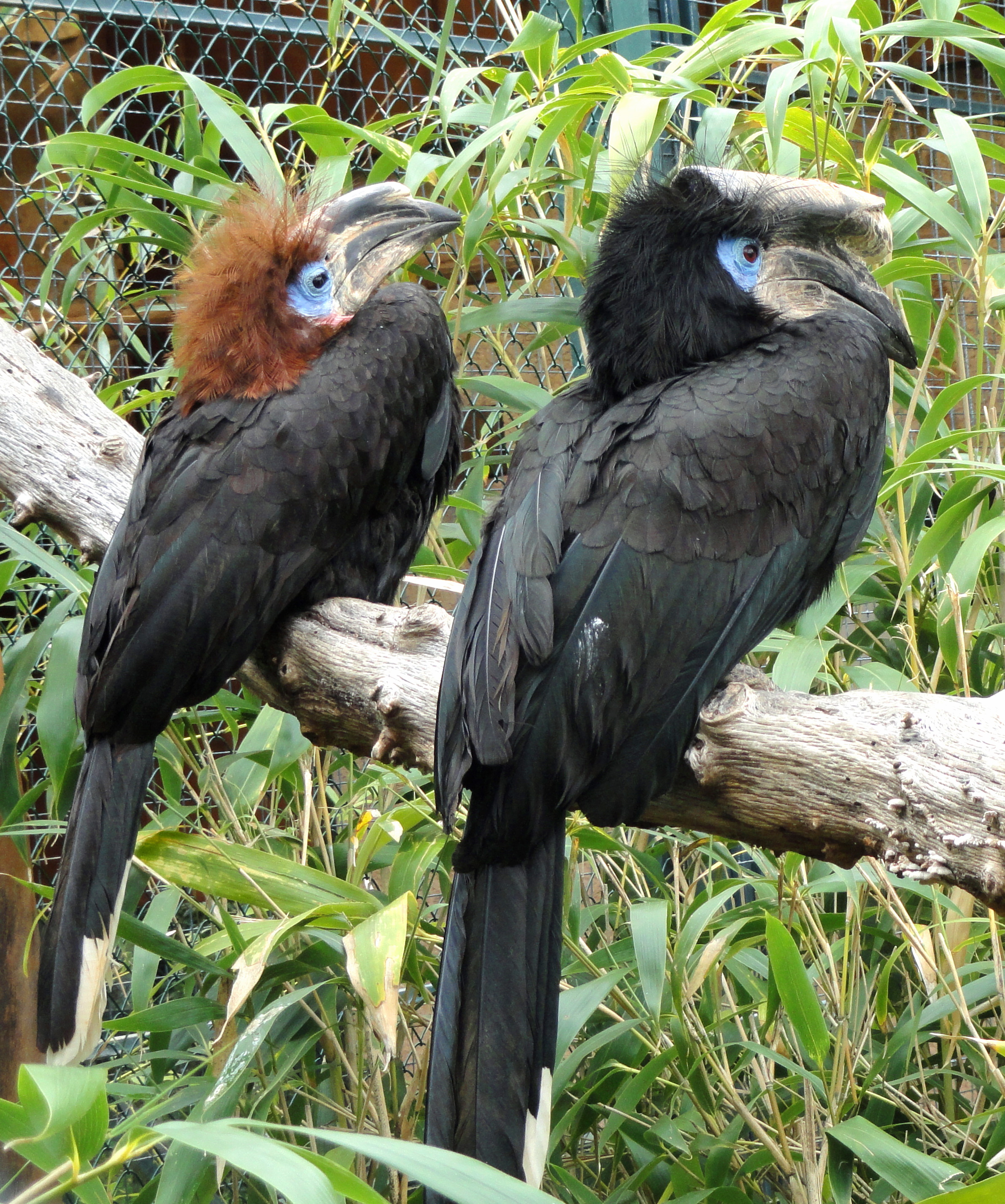
Ceratogymna atrata (Bucerotidae).
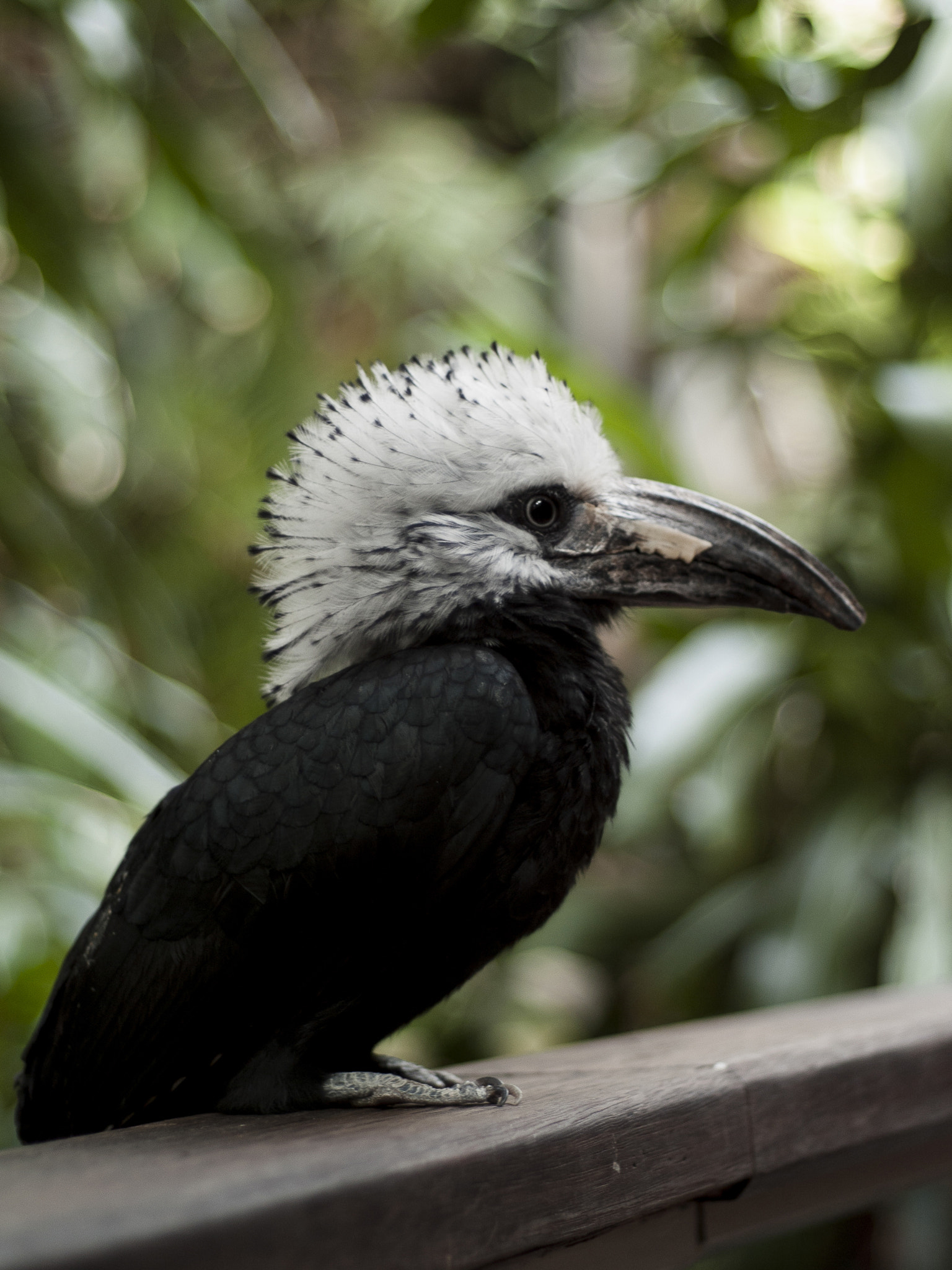
Horizocerus albocristatus (Bucerotidae).
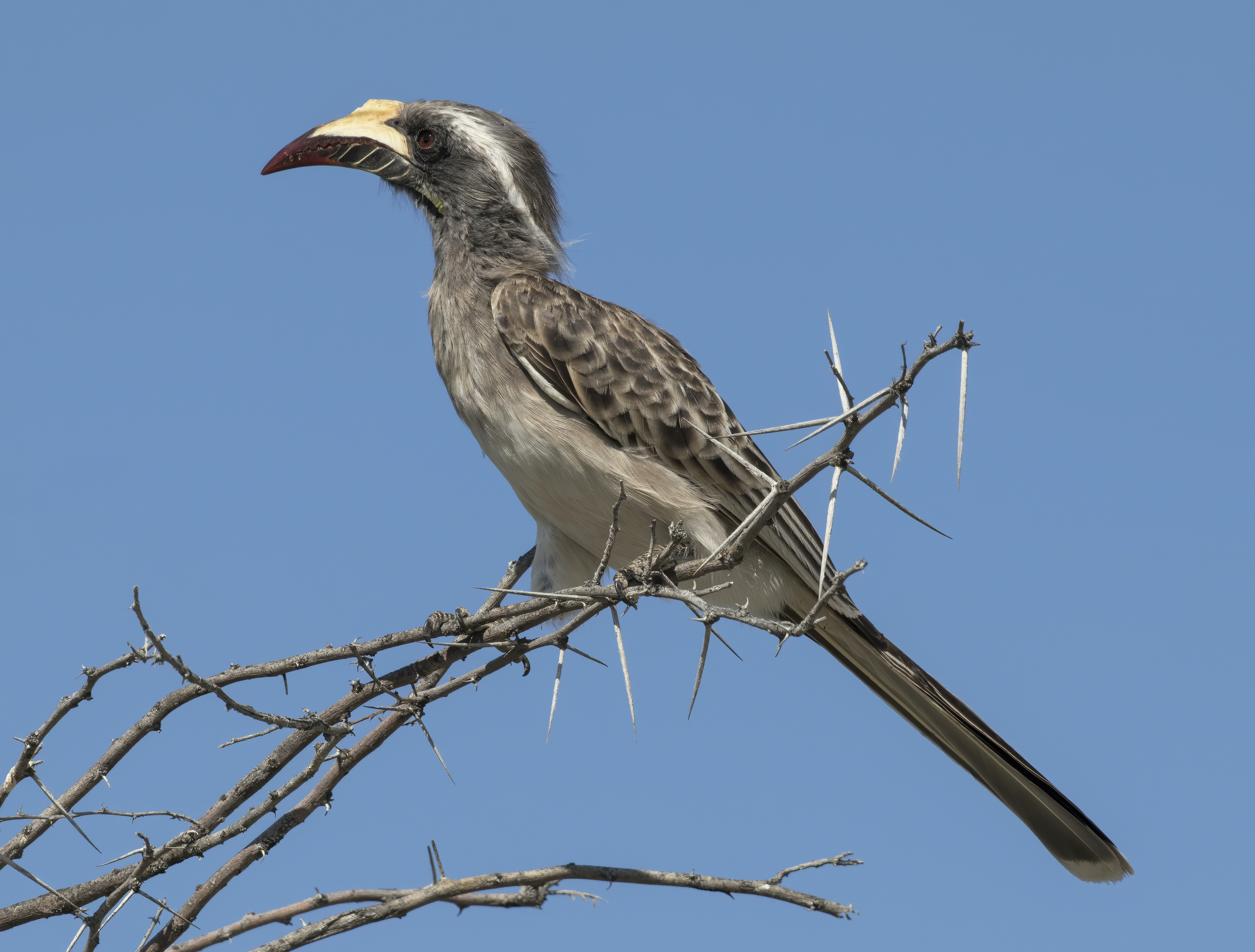
Lophoceros nasutus (Bucerotidae).
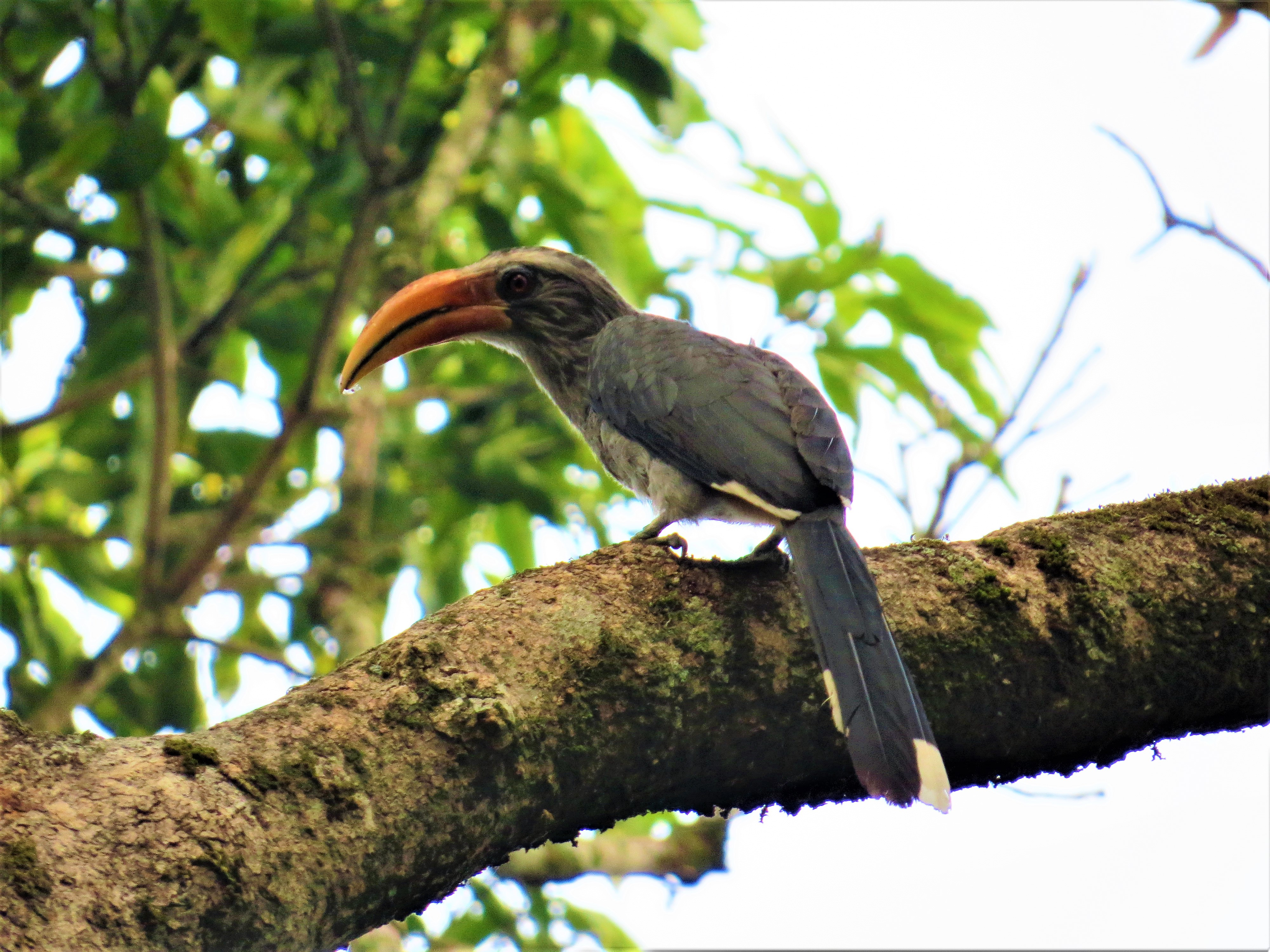
Ocyceros griseus (Bucerotidae).
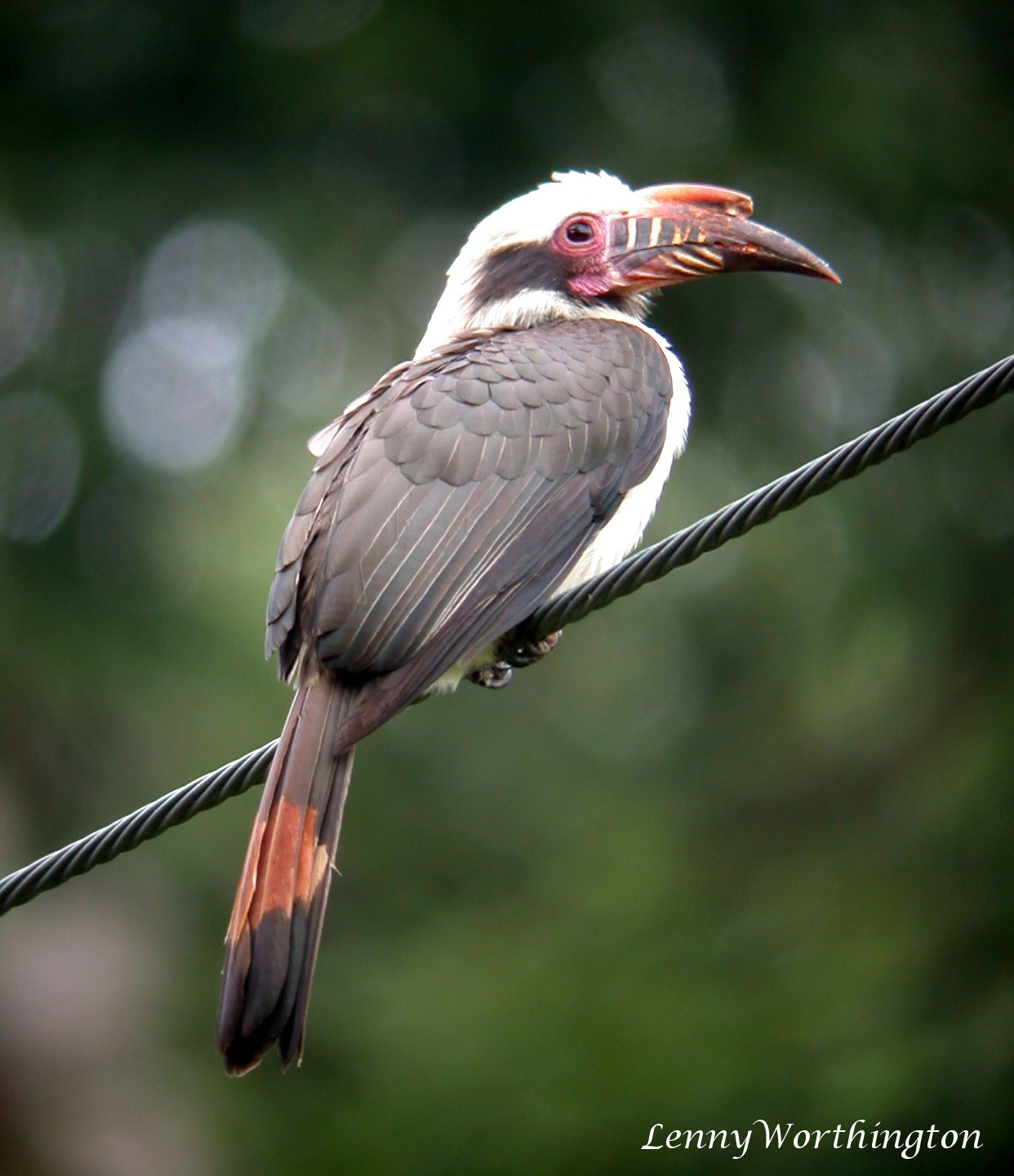
Penelopides manillae (Bucerotidae).
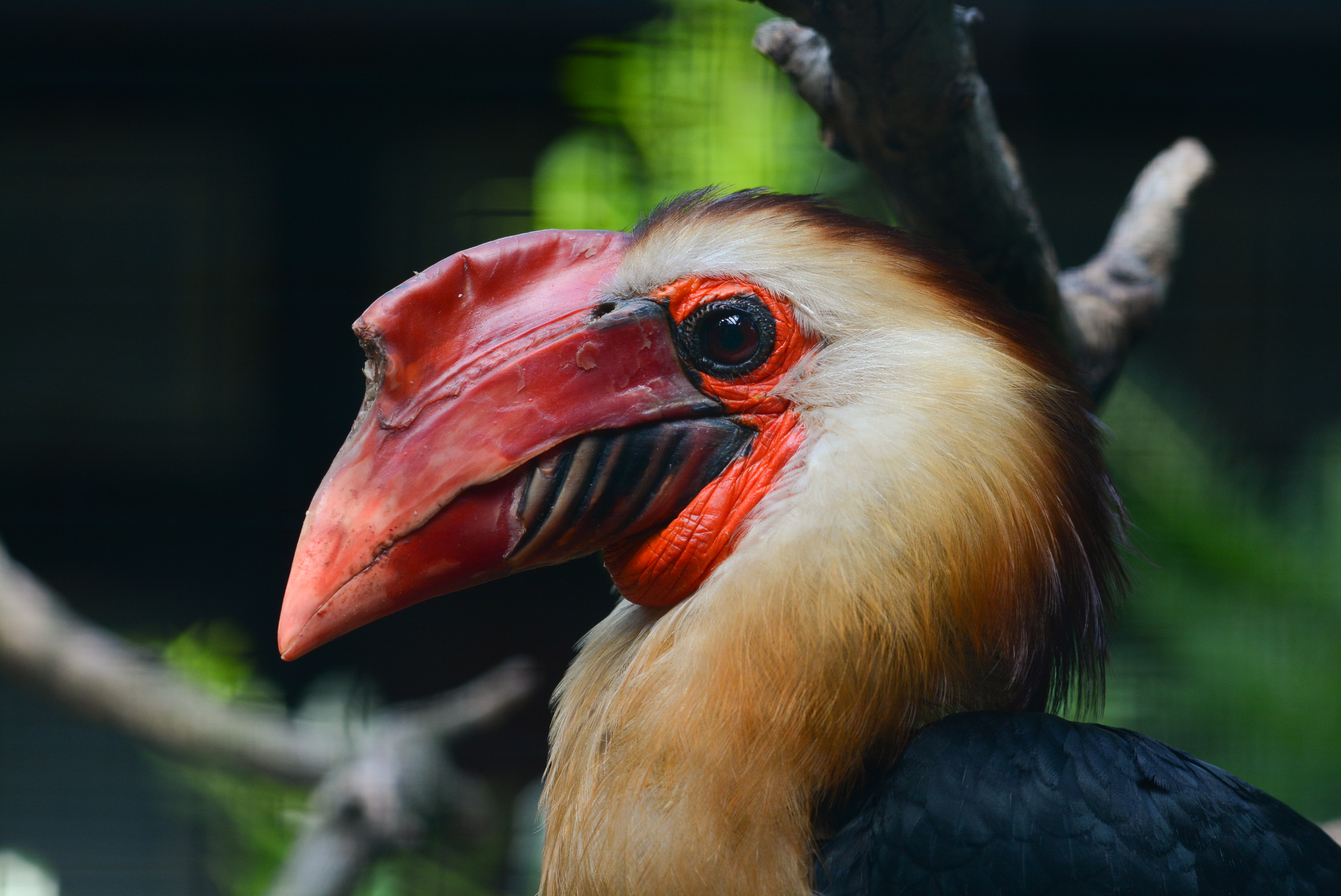
Rhabdotorrhinus leucocephalus (Bucerotidae).
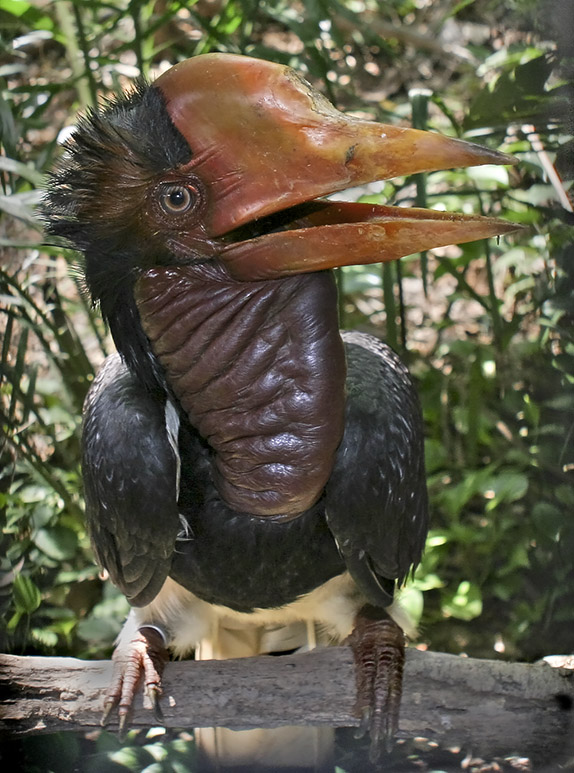
Rhinoplax vigil (Bucerotidae).
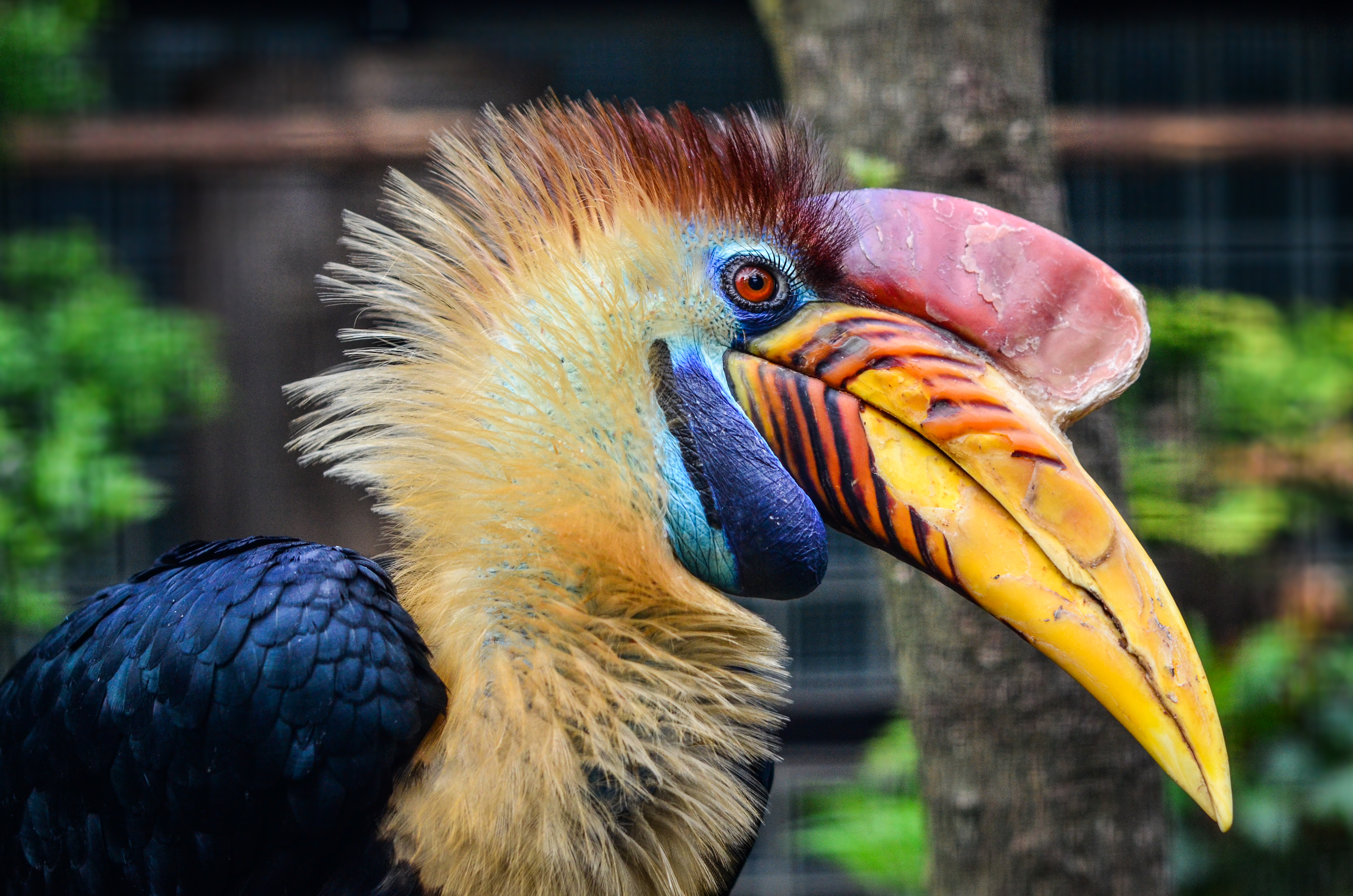
Aceros cassidix (Bucerotidae).
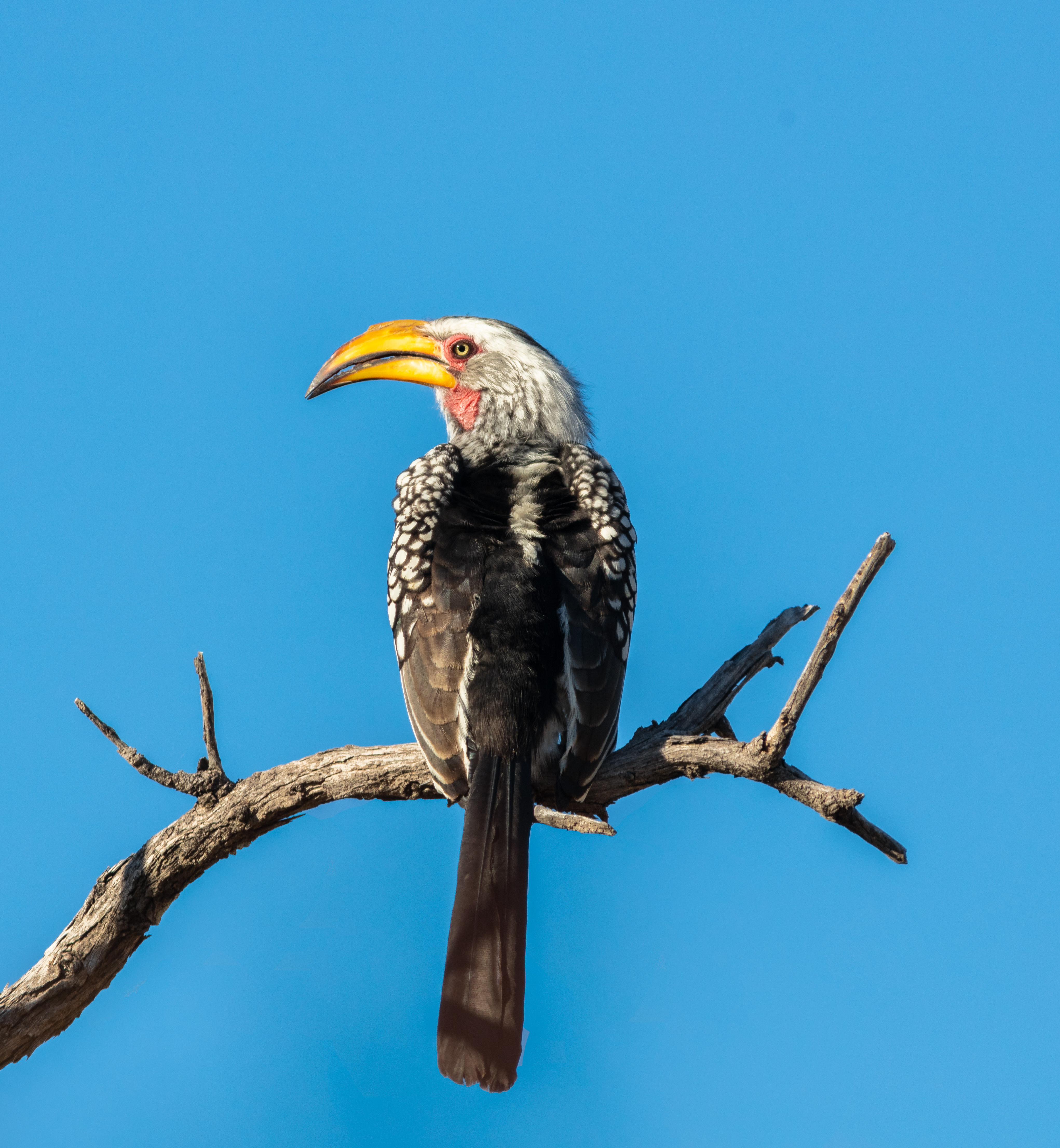
Tockus leucomelas (Bucerotidae).